# Манисера, Хорхе
Хо́рхе Ка́рлос Манисе́ра Фуэ́нтес (исп. Jorge Carlos Manicera Fuentes; 4 ноября 1938, Монтевидео — 18 сентября 2012, Монтевидео) — уругвайский футболист, участник чемпионата мира 1966 года.

## Биография

### Клубная карьера
Манисера начинал карьеру в «Рампла Хуниорс», в котором отыграл три сезона.
В 1962 году перешёл в «Насьональ», в котором отыграл четыре сезона, за которые два раза в 1963 и 1966 годах стал чемпионом Уругвая. В 1967 году перешёл в бразильский клуб «Фламенго», в котором отыграл три сезона, после чего вернулся на родину, где завершил карьеру в «Серро».

### Карьера в сборной
В составе сборной Уругвая играл на чемпионате мира 1966 года, на котором сыграл 4 матча. Всего за сборную Уругвая сыграл 22 матча, в которых не забил ни одного мяча.

### Смерть
Скончался 18 сентября 2012 года в возрасте 73 лет.

## Достижения
«Насьональ» Монтевидео
- Чемпион Уругвая (2): 1963, 1966